# Вифред II (граф Сердани)
Гифре, Вифред (каталан. Guifré II de Cerdanya, исп. Vifredo или Wifredo) (ок. 975 — после 1036) — граф Сердани (как Вифред II, 988—1035) и Берга (как Вифред I, 1003—1036).
Сын Олибы Кабрета и Эрменгарды де Эмпуриас.
Когда его отец в 988 году стал монтекассинским монахом, при разделе его владений получил Сердань, братья Бернар и Олиба — Бесалу и Берга. До 994 года они правили под регентством матери. Когда Олиба в 1002 году тоже удалился в Монтекассино, Вифред получил его графство.
Участвовал в битве при Торе (Реконкиста, 1003).
Основал монастырь Сан Мартин дель Каниго (построен в 1007, освящён в 1009), в котором в 1036 году постригся в монахи по примеру отца и брата.
Первая жена — Гисла де Пальярс (ум. 1020). Дети:
- Раймонд Вифред I, граф Сердани (1035—1068)
- Вифред де Серданья, архиепископ Нарбонна с 1016
- Беренгар де Серданья (ум. 1053), епископ Эльны
- Ардуин (ум. 1050)
- Гиллем де Серданья (ум. 1075), епископ Урхеля
- Фе (Фидес), жена Гуго I, графа Руэрга.

Вторая жена — Изабель. Дети:
- Бернард Вифред (ум. 1050), граф Берга
- Беренгар Вифред, граф Берга, епископ Жероны